# XV edició dels Premis Sur
La XV edició dels Premis Sur, correspon als atorgats per l'Academia de las Artes y Ciencias Cinematográficas de la Argentina a les millors produccions cinematogràfiques argentines estrenades entre l'1 de gener del 2020 i el 31 de desembre del mateix any. La cerimònia dels premis va ser realitzada de manera virtual el 25 d'octubre de 2021.
Les produccions més nominades foren Crímenes de familia amb 12 candidatures, Las siamesas amb 11, El robo del siglo con 8, La muerte no existe y el amor tampoco amb 8, El encanto amb 6, El maestro amb 6 i La fiesta silenciosa amb 5.

## Programa
| Data                   | Esdeveniment                                        |
| ---------------------- | --------------------------------------------------- |
| 1 de gener de 2021     | Inici del període de votació de les nominacions     |
| 20 de setembre de 2021 | Tancament del període de votació de les nominacions |
| 23 de setembre de 2021 | Anunci dels nominats                                |
| 25 d'octubre de 2021   | 15a cerimònia de lliurament dels Premis Sud         |

## Nominats i guanyadors
Indica el guanyador dins de cada categoria, mostrat al principi i ressaltat en negreta.
| Millor Pel·lícula | Millor Direcció |
| --- | --- |
| - Las siamesas – Paula Hernández - Crímenes de familia – Sebastián Schindel - El robo del siglo – Ariel Winograd - Planta permanente – Ezequiel Radusky                                             | - Paula Hernández – Las siamesas - Juan Sasiaín i Ezequiel Tronconi – El encanto - Julián Dabien i Cristina Tamagnini – El maestro - Ariel Winograd – El robo del siglo |
| Millor Ópera Prima | Millor Pel·lícula Documental |
| - El maestro – Julián Dabien i Cristina Tamagnini - Emilia – César Sodero - Giro de ases – Fernando Díaz i Sebastián Tabany - La casa de Argüello – Valentina Llorens                               | - Niña mamá – Andrea Testa - La casa de Argüello – Valentina Llorens - Satori sur – Federico Rotstein - Vilas: serás lo que debas ser o no serás nada – Matías Gueilburt |
| Millor Actriu | Millor Actor |
| - Valeria Lois – Las siamesas - Cecilia Roth – Crímenes de familia - Mónica Antonopulos – El encanto - Rita Cortese – Las siamesas                                                                  | - Diego Velázquez – El maestro - Diego Peretti – El robo del siglo - Miguel Ángel Solá – Crímenes de familia - Ezequiel Tronconi – El encanto |
| Millor Actriu de Repartiment | Millor Actor de Repartiment |
| - Sofía Gala Castiglione – Crímenes de familia - Andrea Garrote – Angelica - Paola Barrientos – Crímenes de familia - Ana Katz – El maestro                                                         | - Osmar Nuñez – La muerte no existe y el amor tampoco - Sebastián Arzeno – Angelica - Benjamín Amadeo – Crímenes de familia - Boy Olmi – El encanto |
| Millor Actriu Revelació | Millor Actor Revelació |
| - Nina Suárez – Planta permanente - Ailín Zaninovich – Caballo de mar - Nina Dziembrowski – Emilia - Antonella Saldicco – La muerte no existe y el amor tampoco                                     | - Julián Sorín – El cuaderno de Tomy - Michel Noher – El encanto - Sergio Prina – Las siamesas - Thomás Lepera – Yo, adolescente |
| Millor Guió Original | Millor Guió Adaptat |
| - Crímenes de familia – Sebastián Schindel i Pablo Del Teso - El encanto – Juan Sasiaín i Ezequiel Tronconi - El maestro – Cristina Tamagnini - Planta permanente – Diego Lerman i Ezequiel Radusky | - Las siamesas – Leonel D'Agostino i Paula Hernández; basat en Las siamesas, de Guillermo Saccomanno - La muerte no existe y el amor tampoco – Fernando Salem; basat en Agosto, de Romina Paula - El robo del siglo – Fernando Araujo i Alex Zito; basat en Sin armas ni rencores, de Rodolfo Palacios - Algo con una mujer – Mariano Turek i Luján Loioco; basat en La rosa, de Julio César Beltzer |
| Millor Fotografia | Millor Muntatge |
| - Las siamesas – Iván Gierasinchuk - El robo del siglo – Félix Monti - La fiesta silenciosa – Manuel Rebella - La muerte no existe y el amor tampoco – Georgina Pretto                              | - Las siamesas – Rosario Suárez - Crímenes de familia – Sebastián Schajaer - Hacer la vida – Liliana Nadal - La fiesta silenciosa – Mariana Quiroga |
| Millor Direcció d’Art | Millor Disseny de Vestuari |
| - Las siamesas – Julieta Dolinsky - El maestro – Andrea Benítez - El robo del siglo – Daniel Gimelberg - La muerte no existe y el amor tampoco – Matías Martínez                                    | - Las siamesas – Laura Donari i Mónica Toschi - Crímenes de familia – Ana Markarian - La fiesta silenciosa – Gabriela Varela Laciar - La muerte no existe y el amor tampoco – Jimena Peta Acevedo |
| Millor So | Millor Maquillatge i Caracterització |
| - La fiesta silenciosa – Martín Grignaschi - Crímenes de familia – Federico Esquerro - El cuaderno de Tomy – Bechen de Loredo - El robo del siglo – José Luis Díaz                                  | - Las siamesas – Néstor Burgos - Crímenes de familia – Emmanuel Miño - La muerte de un perro – Luciana Díaz - La muerte no existe y el amor tampoco – Daniela Deglise |
| Millor Música Original | |
| - Crímenes de familia – Sebastián Escofe - El robo del siglo – Dario Eskenazi - La fiesta silenciosa – Pedro Onetto - La muerte no existe y el amor tampoco – Santiago Motorizado                   | |

## Guardons especials
Per anunciar-se

## Premis i nominacions multiples
| Pel·lícula                            | Nominacions |
| ------------------------------------- | ----------- |
| Crímenes de familia                   | 12          |
| Las siamesas                          | 11          |
| El robo del siglo                     | 8           |
| La muerte no existe y el amor tampoco | 8           |
| El encanto                            | 6           |
| El maestro                            | 6           |
| La fiesta silenciosa                  | 5           |
| Planta permanente                     | 3           |
| Angelica                              | 2           |
| El cuaderno de Tomy                   | 2           |
| Emilia                                | 2           |
| La casa de Argüello                   | 2           |